# 荷兰语词典
《荷兰语词典》（荷蘭語：Woordenboek der Nederlandsche Taal，简称WNT）是一部历史性词典，收录了150年至1976年间使用的荷兰语词汇。按页数计算，这是世界上规模最大的词典，它共有43卷，收录约35万至40万词条。
该词典由荷兰语言研究院（前身为荷兰语词典学研究所）编纂完成。

## 历史

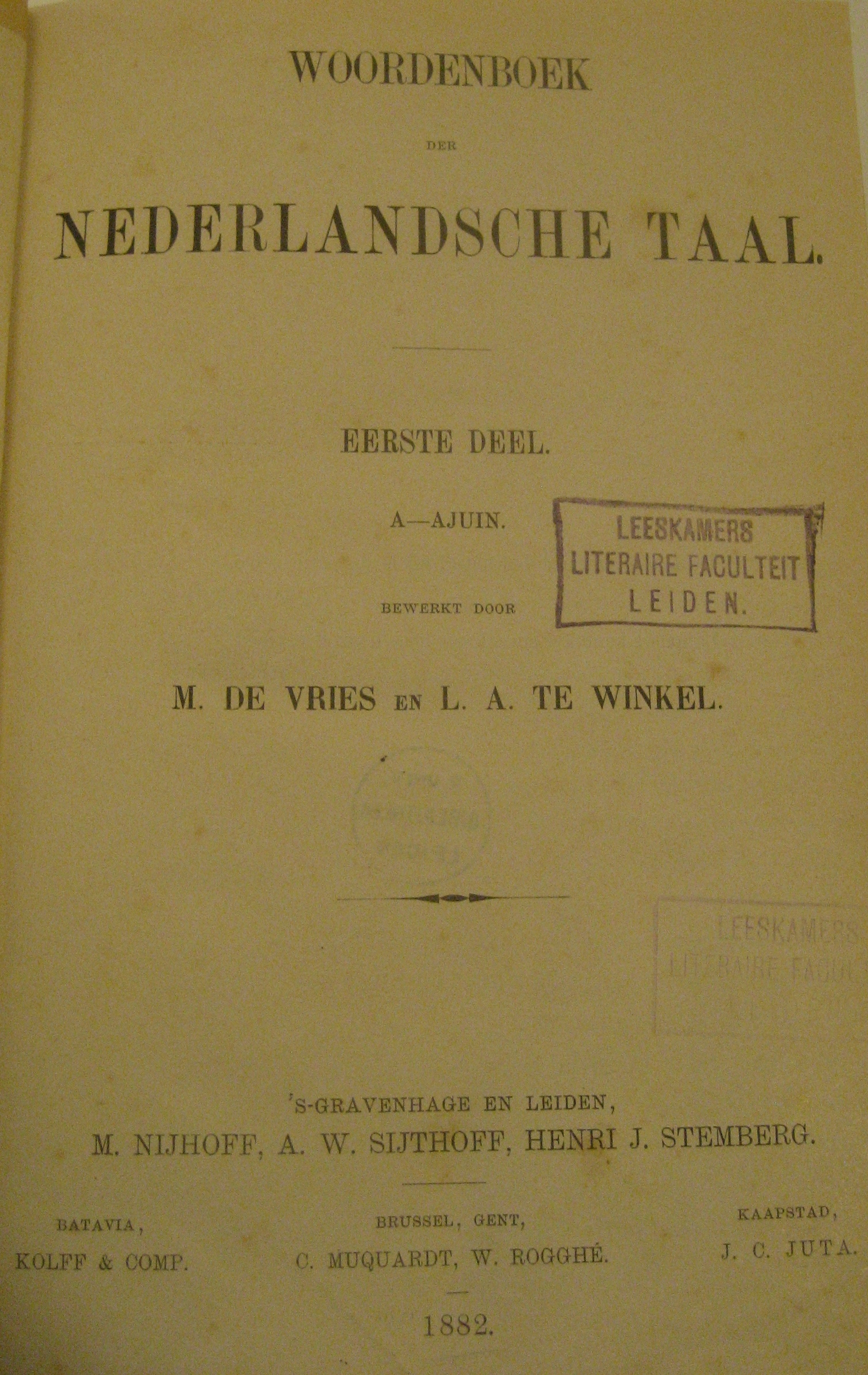
首卷（A–Ajuin）扉页

该词典首卷于1864年问世，最终卷于1998年6月16日完成。自1851年筹备起，历经五代学者的接力编纂。项目启动资金由银行家兼语言爱好者亚伯拉罕·韦特海姆提供。
2001年新增三卷补编，主要收录此前未收录的20世纪新词。全套词典共计43卷，书架总长度达3米。所有卷次均有影印本发行，1995年AND出版社推出CD-ROM版本。为实现数字化，词典内容曾在印度由非荷兰语人员进行双盲录入，通过独特的录入-校验机制将错误率降至极低。最终该词典实现了[在线查阅]。
词典收录约170万条引文（其中超半数已标注年代），涵盖五个世纪的书面荷兰语文献。既包含常见词汇，也收录生僻词、新造词及古旧词汇，详尽阐释每个词语的语义演变和历史渊源。
全书共收录约40万词目（含9.5万主词条）。整部词典（包括最新卷次）始终沿用1863年颁布的德弗里斯与特温克尔拼写体系，该拼写规范专为本词典设计制定。

## 在线版本

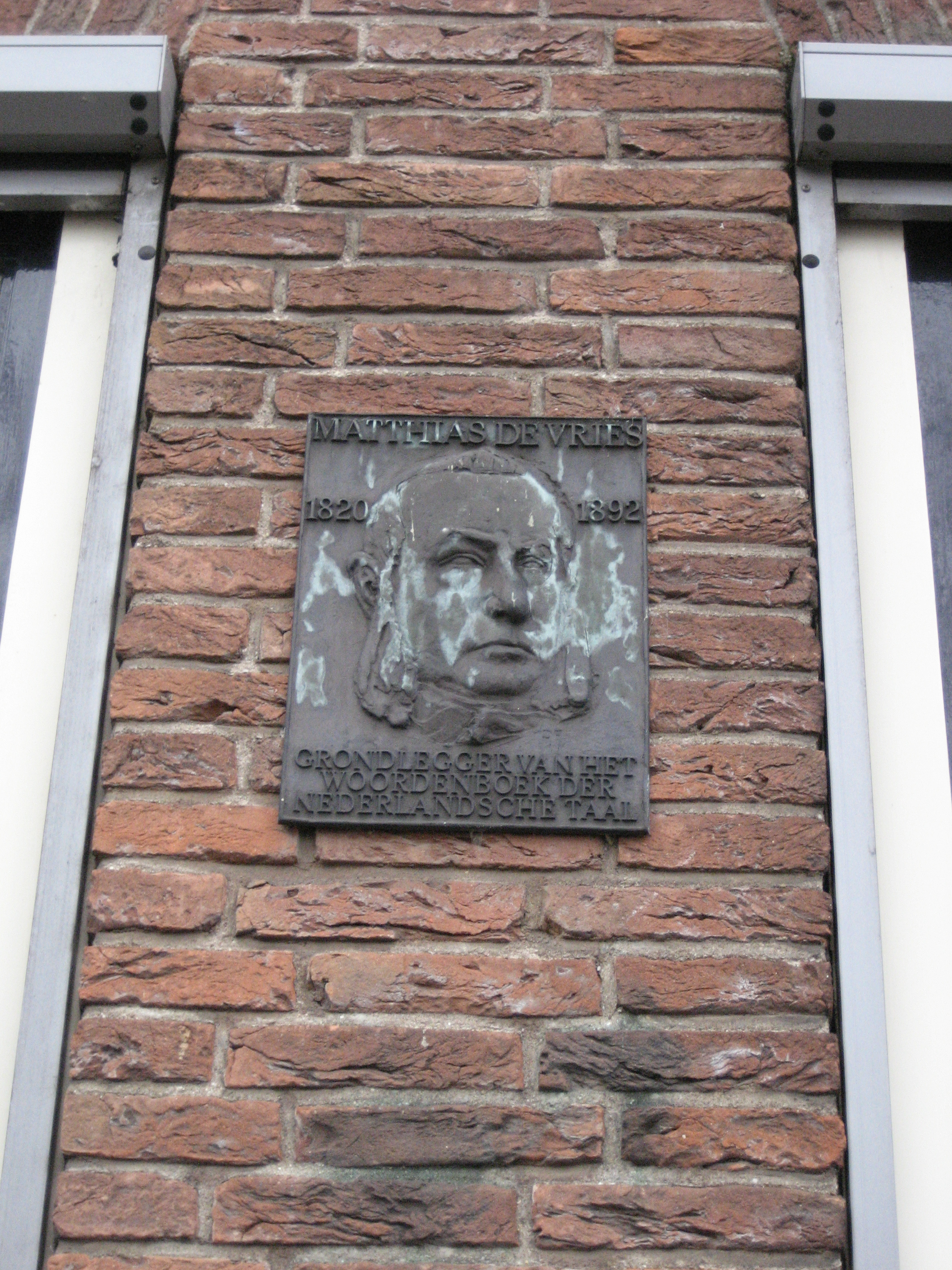
莱顿市马蒂亚斯·德弗里斯纪念牌，铭文为“荷兰语词典创立者”

WNT提供免费在线版本，在线版WNT已纳入综合语言数据库（GTB），该平台同时收录：《古荷兰语词典》（ONT）、《早期中古荷兰语词典》（VMNW）、《中古荷兰语词典》（MNF）、《弗里斯兰语大词典》（WFT）。 